# Чемпіон (фільм, 1994)
Чемпіон (англ. Pentathlon) — американський трилер 1994 року.

## Сюжет
Спортсмен п'ятиборець з НДР Ерік Брогар з дитинства займався спортом. У 1988 році на Олімпіаді в Сеулі він займає перше місце. Але за кожним кроком східнонімецьких спортсменів стежить поліція «Штазі». Однак Ерік все життя мріяв про вільне життя, і ось в один прекрасний момент він втік до Америки. Там його життя не склалося. Довелося Еріку піти на роботу, і так він миє посуд в забігайлівці, поки господар не починає його тренувати до чергових змагань. А його противниками є агенти штазі, якими керує колишній тренер Еріка, що пропагують нацизм і вважають, що олімпійський чемпіон зрадив своїй країні.

## У ролях
| Актор            | Роль            |
| ---------------- | --------------- |
| Дольф Лундгрен   | Ерік Брогар     |
| Девід Соул       | Генріх Мюллер   |
| Рені Коулман     | Джулія Девіс    |
| Роджер Е. Мослі  | Джон Крісе      |
| Еван Джеймс      | Офферман        |
| Девід Драммонд   | Гюндт           |
| Деніел Ріордан   | Юрген Рейнгардт |
| Філіп Брунс      | Вік             |
| Джеральд Хопкінс | Крістіан        |
| Ерік Холланд     | Рудольф Брогар  |
| Брюс Мелмат      | Ерхардт         |